# Mile Pavlin
Mile Pavlin, slovenski novinar, publicist in pisatelj, * 30. oktober 1926, Bitnje, † 14. julij 2002, Ljubljana.
Pavlin je že kot gimnazijec ilegalno sodeloval v NOB, maja 1943 pa se pridružil partizanom. V različnih enotah je bil borec, politični komisar, in operativni oficir, nazadnje dopisnik 7. korpusa. Po koncu vojne je v letih 1945−1947 obiskoval letalsko vojno akademijo v SZ, bil do 1952 pilot JVL, do 1957 kriminalist Uprave državne varnosti v Ljubljani in do 1973 novinar pri Borcu in TV-15. Kot publicist in avtor več knjig je opisoval zgodovino enot v NOB in svoje partizanske spomine.